# Egor Sorokin
Egor Andreevič Sorokin (in russo Егор Андреевич Сорокин?; San Pietroburgo, 4 novembre 1995) è un calciatore russo, difensore del Qairat.

## Caratteristiche tecniche
È un difensore centrale.

## Carriera

### Club
Ha esordito il 13 settembre 2014 in un match vinto 2-1 contro il Rostov.

### Nazionale
Nel 2018 ha giocato una partita con la nazionale maggiore russa.

## Statistiche

### Presenze e reti nei club
Statistiche aggiornate al 30 maggio 2019.
| Stagione        | Squadra         | Campionato      | Campionato | Campionato | Coppe nazionali | Coppe nazionali | Coppe nazionali | Coppe continentali | Coppe continentali | Coppe continentali | Altre coppe | Altre coppe | Altre coppe | Totale | Totale | Totale |
| Stagione        | Squadra         | Comp            | Pres       | Reti       | Comp            | Pres            | Reti            | Comp               | Pres               | Reti               | Comp        | Pres        | Reti        | Pres   | Reti   |        |
| --------------- | --------------- | --------------- | ---------- | ---------- | --------------- | --------------- | --------------- | ------------------ | ------------------ | ------------------ | ----------- | ----------- | ----------- | ------ | ------ | ------ |
| 2014-2015       | Rubin           | PL              | 1          | 0          | CR              | 0               | 0               |                    | -                  | -                  |             | -           | -           | 1      | 0      |        |
| 2015-2016       | Rubin           | PL              | 0          | 0          | CR              | 1               | 0               |                    | -                  | -                  |             | -           | -           | 1      | 0      |        |
| 2016            | Aqtöbe          | PL              | 29         | 1          | CK              | 0               | 0               | UEL                | 2                  | 0                  |             | -           | -           | 31     | 1      |        |
| 2016-2017       | Neftechimik     | PFNL            | 10         | 1          | CR              | 0               | 0               |                    | -                  | -                  |             | -           | -           | 10     | 1      |        |
| 2017-2018       | Rubin           | PL              | 17         | 0          | CR              | 2               | 1               |                    | -                  | -                  |             | -           | -           | 19     | 1      |        |
| 2018-2019       | Rubin           | PL              | 27         | 6          | CR              | 3               | 0               |                    | -                  | -                  |             | -           | -           | 30     | 6      |        |
| Totale carriera | Totale carriera | Totale carriera | 84         | 8          |                 | 6               | 1               |                    | 2                  | 0                  |             | -           | -           | 92     | 9      |        |

### Cronologia presenze e reti in nazionale
| Cronologia completa delle presenze e delle reti in nazionale ― Russia | Cronologia completa delle presenze e delle reti in nazionale ― Russia | Cronologia completa delle presenze e delle reti in nazionale ― Russia | Cronologia completa delle presenze e delle reti in nazionale ― Russia | Cronologia completa delle presenze e delle reti in nazionale ― Russia | Cronologia completa delle presenze e delle reti in nazionale ― Russia | Cronologia completa delle presenze e delle reti in nazionale ― Russia | Cronologia completa delle presenze e delle reti in nazionale ― Russia |
| Data                                                                  | Città                                                                 | In casa                                                               | Risultato                                                             | Ospiti                                                                | Competizione                                                          | Reti                                                                  | Note                                                                  |
| --------------------------------------------------------------------- | --------------------------------------------------------------------- | --------------------------------------------------------------------- | --------------------------------------------------------------------- | --------------------------------------------------------------------- | --------------------------------------------------------------------- | --------------------------------------------------------------------- | --------------------------------------------------------------------- |
| 10-9-2018                                                             | Rostov sul Don                                                        | Russia                                                                | 5 – 1                                                                 | Rep. Ceca                                                             | Amichevole                                                            | -                                                                     | 87’                                                                   |
| Totale                                                                |                                                                       | Presenze                                                              | 1                                                                     |                                                                       | Reti                                                                  | 0                                                                     |                                                                       |

## Palmarès

### Club

#### Competizioni nazionali
- Campionato kazako: 1

Qaırat: 2024
- Supercoppa del Kazakistan: 1

Qaırat: 2025